# جورب فضفاض

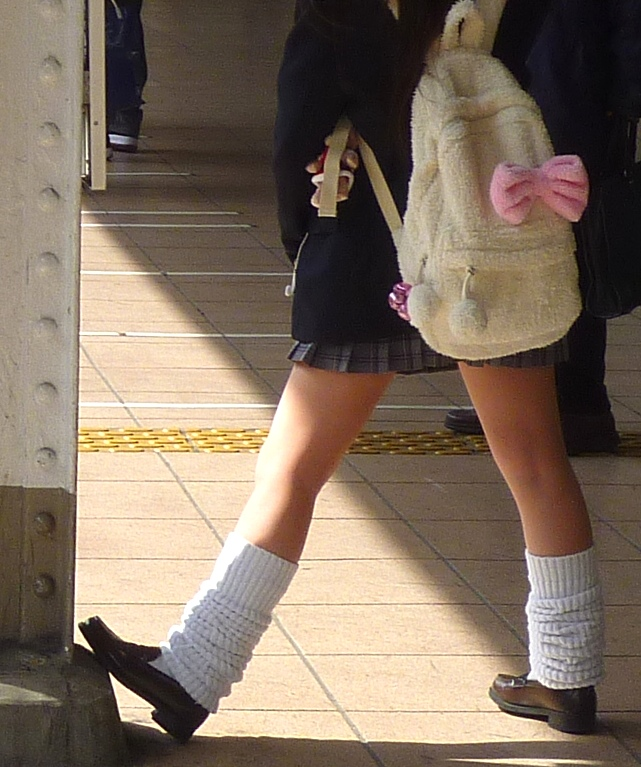
جوارب فضفاضة في اليابان

الجوارب الفضفاضة (باليابانية: ルーズソックス) هو نوع من الجوارب الفضفاضة، تلبسه طالبات المرحلة الثانوية في اليابان، كجزء من ثقافة الكوغال، وهذه الجوارب أيضاً أصبحت شائعة بين المراهقين والطلاب المولعين بالأنمي والمانجا اليابانية. وتأتي هذه الجوارب بعدة أنماط، تُعرف بنمط الحياكة العلوي لها. وأكثر الأنماط شيوعاً هي الحياكة المضلعة 2×2 (في الصورة) والنمط الأنبوبي الفضفاض، والتي تكون جوارب طويلة تُلبس في أعلى الفخذ، بدفعها للأسفل حول الكاحلين.